# Герб Абакана
Герб города Абакана утверждён решением исполкома города 4 июня 1980 года.
Из-за несоответствий методическим рекомендациям Геральдического совета при Президенте РФ гербу Абакана отказано в государственной регистрации до внесения соответствующих изменений.

## Описание и обоснование символики
Щит разделён по горизонтали на синее и зелёное поля. В синем поле три золотых древних каменных изваяния. В нижнем поле — красный цветок. В верхней красной части щита — название города золотом.
Голубое поле символизирует небо и реку Енисей. Изображения золотых изваяний напоминают о единственной в мире коллекции каменных изваяний, находящихся в Абакане. Зелёное поле обозначает окружающую город степь. Цветок «жарки» — характерный элемент местной флоры, символизирует процветание города.
Герб города представляет собой изображение геральдического щита красного цвета с соотношением сторон 1 : 1,3. Внутри щита на белом фоне расположены три изображения:
— в верхней части располагается надпись «Абакан» стилизованными буквами белого цвета на красном фоне;
— в середине щита на голубом фоне изображается волнистая полоса, напоминающая морскую рябь. Выше ее три каменные стелы (национальные хакасские каменные изваяния) с рисунками древнего человека;
— в нижней части щита на светло-зеленом фоне располагается изображение цветка — жарка оранжевого цвета с зеленым стеблем и двумя листьями.